# エフエム上越
エフエム上越株式会社（エフエムじょうえつ）は、新潟県上越市の一部地域を放送区域として超短波放送（FM放送）をしていた特定地上基幹放送事業者である。
FM-J（エフエム・ジェイ）の愛称でコミュニティ放送を行っていた。

## 概要
1999年（平成11年）4月3日に全国で119番目、新潟県では8番目のコミュニティ放送局として開局した。上越市が51％、民間企業が49％を出資する第三セクターである。
受信エリアは上越市内をはじめとした近隣市町村で約19万人、約6万世帯をカバーする 。
地域に密着したきめ細やかな情報発信と市民参加をコンセプトとしている。
2004年（平成16年）10月23日に起きた新潟県中越地震では、発生後1時間以内に緊急放送番組に切り替え、上越市民および近隣市町村に正確な情報を伝え、コミュニティ放送局としての役割を果たした。
2005年（平成17年）11月7日には新潟県中越大震災などの相次ぐ災害でラジオの重要性が見直され、また、合併による上越市の拡大を受けて出力を10Wから20Wに引き上げた。
自社制作番組以外の時間は、ミュージックバードの番組を中心に放送。
2021年（令和3年）2月4日、エフエム上越は同じ上越市に本社を置く上越ケーブルビジョン（以下、JCV）への経営譲渡へ向けて検討に入ったことを公表した。2020年12月末時点でエフエム上越は、コロナ禍で広告収入が前の年よりおよそ70％減ったことなどが影響し、2020年度の売上げが2019年の同じ時期より644万円減の約2400万円であり、純利益はおよそ380万円の赤字になっている上、累積欠損金が3515万円の経営不振が続いていた。メイン出資者である上越市は、このままでは経営改善が見込めないと判断し、民間企業への譲渡を検討。その上で、2021年4月1日をめどに無償譲渡で負債を引き継がないことを条件にJCVを事業の譲渡先として協議を進めているとした。JCVは妙高市をサービスエリアとするFMみょうこうを運営しているが、同年4月1日から当面はエフエム上越の従業員6人の雇用は維持した上で、JCVがFMみょうこうとエフエム上越の2つの周波数を運用して内容の異なる放送を行うが、将来的には周波数を統合し、同一内容の放送を行うことも検討するとしているという。譲渡後は現在の運営会社である株式会社エフエム上越は会社清算されるが、それでも不足が発生するため、それは市が拠出する。
2021年3月25日、JCVへの放送免許譲渡が信越総合通信局より許可された。
2021年3月31日、エフエム上越株式会社としての8033日の放送を終了した。免許譲渡後も放送局愛称（FM-J・エフエム上越）の使用は継続している。

## 放送番組
2022年10月4日時点

### 月 - 金
※FMみょうこう・上越ケーブルテレビ同時ネット
- 6:30 - 8:30　朝ナビ![9]
- 11:30 - 14:00　ひるどきラジオ　ぴっとイン! [10]
- 16:00 - 19:00　ふるぶる～Full Bloom～[11]

### 水
- 21:30 - 22:00　瞳のその気にさせないで

### 木
- 21:00 - 22:00　Thursday Groove

### 土
- 20:00 - 21:00　チャレンジメイト

### 毎日
- 広報Jステーション

※土日は再放送。

### メンテナンス時間（放送休止）
- 月曜日の3:00 - 5:00